# 松江区
松江区，是中国上海市的市辖区，位于上海市西南部，黄浦江上游，与闵行区、奉贤区、金山区、青浦区毗邻。面积605.64平方公里。历史文化悠久，被称为“上海之根”。區人民政府駐園中路1號。

## 行政区划
松江区下辖6个街道、11个镇：
岳阳街道、永丰街道、方松街道、中山街道、广富林街道、九里亭街道、泗泾镇、佘山镇、车墩镇、新桥镇、洞泾镇、九亭镇、泖港镇、石湖荡镇、新浜镇、叶榭镇、小昆山镇、松江工业区、佘山度假区和上海松江出口加工区。

### 松江新城
松江新城，位于松江区，总体规划面积为158平方公里，涵盖中山、岳阳、永丰、方松等四个街道、车墩镇以及两翼的工业园区。

## 历史
松江古称华亭，别称有云间、茸城、谷水等，唐天宝十载（751年）置华亭县，元至元十四年（1277年）升为华亭府，翌年改为松江府。明清时为松江府驻地，曾列为全国著名的16个大城市之一。
明清的松江府大体上辖有今苏州河以南的大半个上海市，在明初下辖华亭、上海2县，后来陆续增设，清嘉庆十年（1805年）演变为1府（松江）、7县（华亭县、娄县、上海县、南汇县、青浦县、奉贤县、金山县）和1厅（川沙）。
民国元年（1912年）废府，华亭、娄县合并为华亭县，归江苏省管辖。民国3年（1914年）改称松江县。上海解放后，苏南行政区下设松江专区。1958年3月，松江专区撤消，改隶苏州专区。1958年11月，由江苏省划归上海市。1998年2月27日，国务院批准撤县设区。
现在，松江已经是上海最重要的卫星城之一，经济以轻工业为主，多外商投资企业。2011年，松江举办纪念建县1260周年系列活动。

## 人口
截至2020年末，根據第七次全国人口普查全區常住人口为190.97万人。

## 地理
松江区地处长江三角洲东南部，太湖流域碟形洼地底部，境内地势平坦，东、南部略高，西、北部低洼，为长江三角洲平原，西北部有十几座小山丘。松江镇位于北纬31°，东经121°14′，境内北狭南阔，略呈梯形。东与闵行区、奉贤区为邻，南、西南与金山区交界，西、北与青浦区接壤。东北距上海市中心约40公里。

### 气候
松江地处北亚热带南部，属亚热带季风气候。年均温15.8℃，年平均降水量1168mm。
| 松江 (1981−2010)     | 松江 (1981−2010) | 松江 (1981−2010) | 松江 (1981−2010) | 松江 (1981−2010) | 松江 (1981−2010) | 松江 (1981−2010) | 松江 (1981−2010) | 松江 (1981−2010) | 松江 (1981−2010) | 松江 (1981−2010) | 松江 (1981−2010) | 松江 (1981−2010) | 松江 (1981−2010) |
| 月份                 | 1月              | 2月              | 3月              | 4月              | 5月              | 6月              | 7月              | 8月              | 9月              | 10月             | 11月             | 12月             | 全年             |
| -------------------- | ---------------- | ---------------- | ---------------- | ---------------- | ---------------- | ---------------- | ---------------- | ---------------- | ---------------- | ---------------- | ---------------- | ---------------- | ---------------- |
| 历史最高温 °C（°F）  | 21.7 (71.1)      | 26.8 (80.2)      | 28.5 (83.3)      | 31.7 (89.1)      | 35.1 (95.2)      | 36.6 (97.9)      | 37.9 (100.2)     | 37.9 (100.2)     | 36.6 (97.9)      | 33.4 (92.1)      | 27.0 (80.6)      | 23.7 (74.7)      | 37.9 (100.2)     |
| 平均高温 °C（°F）    | 8.3 (46.9)       | 9.6 (49.3)       | 13.3 (55.9)      | 19.1 (66.4)      | 24.5 (76.1)      | 27.5 (81.5)      | 31.5 (88.7)      | 30.9 (87.6)      | 27.3 (81.1)      | 22.7 (72.9)      | 17.1 (62.8)      | 11.0 (51.8)      | 20.2 (68.4)      |
| 日均气温 °C（°F）    | 3.9 (39.0)       | 5.3 (41.5)       | 8.9 (48.0)       | 14.3 (57.7)      | 19.6 (67.3)      | 23.7 (74.7)      | 27.6 (81.7)      | 27.2 (81.0)      | 23.2 (73.8)      | 17.9 (64.2)      | 12.2 (54.0)      | 6.1 (43.0)       | 15.8 (60.5)      |
| 平均低温 °C（°F）    | 0.5 (32.9)       | 1.8 (35.2)       | 5.3 (41.5)       | 10.3 (50.5)      | 15.7 (60.3)      | 20.6 (69.1)      | 24.7 (76.5)      | 24.3 (75.7)      | 19.8 (67.6)      | 14.1 (57.4)      | 8.0 (46.4)       | 2.2 (36.0)       | 12.3 (54.1)      |
| 历史最低温 °C（°F）  | −8.9 (16.0)      | −7.1 (19.2)      | −5 (23)          | −1.5 (29.3)      | 6.0 (42.8)       | 12.0 (53.6)      | 17.5 (63.5)      | 18.1 (64.6)      | 10.2 (50.4)      | 1.8 (35.2)       | −3.0 (26.6)      | −8.5 (16.7)      | −8.9 (16.0)      |
| 平均降水量 mm（）    | 60.0 (2.36)      | 64.1 (2.52)      | 105.4 (4.15)     | 90.5 (3.56)      | 102.4 (4.03)     | 171.6 (6.76)     | 144.3 (5.68)     | 156.4 (6.16)     | 124.1 (4.89)     | 54.3 (2.14)      | 55.1 (2.17)      | 40.1 (1.58)      | 1,168.3 (46)     |
| 来源：中国气象数据网 |                  |                  |                  |                  |                  |                  |                  |                  |                  |                  |                  |                  |                  |

## 交通

### 轨道交通
| 线路       | 区间              | 区内设站                                                              | 建设状态 |
| ---------- | ----------------- | --------------------------------------------------------------------- | -------- |
| █ 9号线：  | 九亭站-上海松江站 | -九亭-泗泾-佘山-洞泾-松江大学城-松江新城-松江体育中心-醉白池-上海松江 | 运营中   |
| █ 12号线： | 洞泾站—场东路站   | 洞泾-刘五公路-沪松公路-科技园-场西路-场东路                           | 建设中   |
| █ 金山线： | 春申站—叶榭站     | -春申-新桥-车墩-叶榭-                                                 | 运营中   |

### 铁路
- 沪昆铁路：春申站、新桥站、上海松江站、石湖荡站
- 沪昆客运专线：上海松江站
- 沪苏湖铁路：上海松江站

### 公路
| - 沈海高速，沈阳至海口。 - 沪渝高速，前往重庆。 - 沪昆高速，前往昆明。 - 上海绕城高速。 |

| - 320国道，上海-瑞丽，前往云南。 |

| - 申嘉湖高速公路，前往浙江湖州。 |

### 公交線路
大多由松江公交运营，分区域内线路、跨区域线路、村村通线路和穿梭巴士。

### 电车
松江新城内将新建有轨电车线路6条，车站118座。2014年下半年将建设有轨电车的前期工程。
总体规划如下表：
| 预定通车时间 | 线路    | 区段   | 起讫站点                                   | 长度（公里） | 车站数 | 建设状态 | 参考资料 |
| ------------ | ------- | ------ | ------------------------------------------ | ------------ | ------ | -------- | -------- |
| 2016年       | █ 1号线 |        | 辰塔路站-新桥站                            | 14.4         | 20     | 运营中   |          |
| 2016年       | █ 2号线 | 一期   | 三新北路站-锦昔路站                        | 15.342       | 19     | 运营中   |          |
| 2020年前     | █ 2号线 | 西延伸 | 泰晤士小镇北站-文翔路南环北路              |              | 9      | 规划中   |          |
| 2020年前     | █ 3号线 |        | 荣乐西路玉树路口-金山支线车墩站            |              | 25     | 规划中   |          |
| 2020年前     | █ 4号线 |        | 松汇东路北松公路口-沪松公路古楼公路口      |              | 20     | 规划中   |          |
| 2020年前     | █ 5号线 |        | 轨道交通9号线佘山站-泰晤士小镇北站         |              | 14     | 规划中   |          |
| 2020年前     | █ 6号线 |        | 轨道交通9号线佘山站-轨道交通12号线七莘路站 |              | 19     | 规划中   |          |

## 經濟發展
截至2012年，松江区生产总值为886.55亿元。其中，第一产业实现增加值8.41亿元，比上年增长1%；第二产业实现增加值540.72亿元，下降10.5%；第三产业实现增加值337.42亿元，增长3.9%。全年三次产业增加值结构比重为0.9：61：38.1，第二产业增加值比重比上年下降4.3个百分点，第三产业增加值比重比上年提高4.3个百分点，第三产业占比创历年新高。松江区是上海郊区实力较强的一区，在出口，收入方面排在全市区县前列。区内的泰晤士小镇为特色小镇，有大批中外商店入驻，成为松江新城特色之一。
松江新城国际生态商务区位于松江新城东部。开元地中海商业广场位于松江新城核心商务区。松江万达广场位于松江大学城站2公里处。
2018年，上海科技影都啟動建設。2021年1-5月，松江新引进影视企业565家。

## 科学技术
由中科院、上海市和中国探月工程共同出资建设的上海65米射电望远镜，位于松江区佘山镇，是中国口径最大、波段最全、全方位可转动的高性能射电望远镜。

## 教育事業
2014年，共有各类学校264所，各类学校教职工1.29万人，专任教师0.93万人。

### 高等教育
东华大学、上海外國語大學、上海对外经贸大学、上海立信會計學院、華東政法大学、上海工程技术大学、上海视觉艺术学院等高校位於此區。

### 中等教育
松江二中、松江一中兩所市重點高中位於此區。全区共有9所高级中学，27所初级中学和4所职业技术学校。

### 初等教育及早期教育
松江区共拥有35所小学，112所幼儿园，2所托儿所以及一个辅读学校。

## 医疗事业
截至2014年，共有公立医疗卫生机构29个，专业卫生技术人员4877人，床位4184张。

## 文化
极具松江特色的非物质文化遗产有顾绣、舞草龙、十锦细锣鼓、耘稻山歌、花篮马灯舞、叶榭软糕、皮影戏、余天成堂中医药文化等。
名人有董其昌、黄道婆。

## 全国重点文物保护单位
- 松江唐经幢
- 兴圣教寺塔
- 广富林遗址
- 佘山天文台

## 旅遊景點

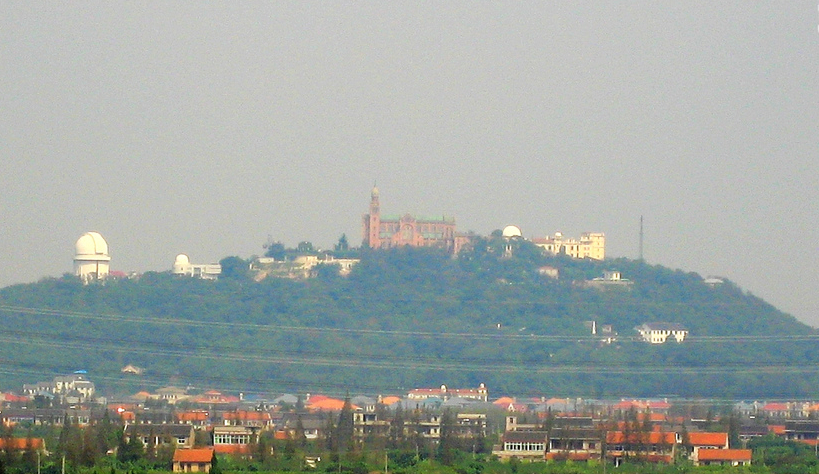
佘山国家森林公园中的西佘山（可见天文台和佘山进教之佑圣母大殿）

松江古代曾是织染工业的中心，经济发达，现存古迹也较多，其中松江唐经幢、兴圣教寺塔、董其昌故居遗址、西林禅寺、东岳庙、醉白池、广富林遗址。境内的佘山上还有始建于清的天主教佘山进教之佑圣母大殿和佘山天文台。
松江区共有旅遊路線四線，星級酒店十座，三十多家旅行社，去年共接待國內外遊客300多萬人次。該區著名旅遊景點有方塔園、醉白池、上海影視樂園、佘山國家森林公園、上海青青旅遊世界、月湖雕塑公园、上海泰晤士小鎮、辰山植物园、上海欢乐谷等。

## 特产
松江大米：中国地理标志产品。

## 友好城市
- 美国纽约市布朗克斯

## 延伸阅读
- 李伯重：
  - 〈“道光萧条”与“癸未大水”——经济衰退、气候剧变及 19世纪的危机在松江（页面存档备份，存于）〉
  - 〈19世纪初期华娄地区的教育产业（页面存档备份，存于）〉
  - 〈十九世纪初期松江人民的纺织品消费水平（页面存档备份，存于）〉
  - 〈19世纪初期华亭—娄县地区的城市化水平（页面存档备份，存于）〉

## 外部連結
- 上海松江區政府网（页面存档备份，存于）（简体中文）
- 上海市松江区统计局、国家统计局松江调查队：《松江统计年鉴—2015》（页面存档备份，存于）